# Deerhunter
I Deerhunter sono un gruppo musicale indie rock statunitense originario di Atlanta (Georgia) e formatosi nel 2001. Il gruppo è composto da Bradford Cox, Moses Archuleta, Josh Fauver e Lockett Pundt. Si autodefiniscono un gruppo ambient punk.

## Storia
Il gruppo è stato fondato nel 2001 dal cantante e chitarrista Bradford Cox e dal tastierista Moses Archuleta, a cui si aggiunsero il batterista Dan Walton (che suggerì il nome del gruppo, preso dal videogioco Deer Hunter), il bassista Justin Bosworth ed i chitarristi Colin Mee e Lockett Pundt.
Nel 2004 Bosworth muore a seguito di un incidente con lo skateboard. Egli appare solo in un lavoro del gruppo, ossia lo split realizzato con gli Alphabets. Il suo posto come bassista viene preso da Joshua Fauver.
Dopo un singolo pubblicano nel 2005 il loro primo disco, senza titolo ma soprannominato Turn It Up Faggot, frase offensiva gridata dal pubblico durante i loro concerti. L'album è dedicato a Bosworth e al suo interno si respira un'atmosfera cupa, dovuta inevitabilmente all'influenza esercitata da quanto accaduto allo sfortunato musicista. Dopo la pubblicazione dell'album, Lockett Pundt, vecchio amico di Cox, si unisce alla band, che si esibisce dal vivo con Lightning Bolt e Gang Gang Dance. Il tour culmina con la registrazione di una session a New York insieme alla musicista folk Samara Lubelski, pubblicata in seguito in download gratuito sul sito del gruppo.
Qualche mese dopo il gruppo ritorna nello stesso studio di Atlanta dov'era stato registrato il primo album, per produrre il secondo. Cryptograms viene pubblicato nel gennaio 2007 per la Kranky. Anche questo album, come il precedente, contiene una dedica: è dedicato a Bradley Ira Harris. 
Nel maggio 2007 il gruppo pubblica l'EP Fluorescent Grey e anche il 7" Whirlyball. 
Nell'agosto dello stesso anno il gruppo diventa un quartetto con l'addio del chitarrista Colin Mee, che tuttavia ritorna a suonare col gruppo in autunno durante il tour in Europa.
I Deerhunter realizzano il brano Oh, It's Such a Shame, cover del brano di Jay Reatard inserita in uno split realizzato con lo stesso Reatard. Nell'aprile 2008 registranp l'album Microcastle, che verrà pubblicato nel mese di ottobre. Nel frattempo continuano il tour esibendosi in alcune date con Smashing Pumpkins e Nine Inch Nails.
Insieme all'uscita di Microcastle, viene pubblicato anche un altro CD intitolato Weird Era Cont. 
Nello stesso periodo il chitarrista Colin Mee viene sostituito dalla ex-cheerleader Whitney Petty.
Durante il tour di Microcastle, il gruppo pubblica un EP di canzoni inedite, Rainwater Cassette Exchange, ed un singolo Vox Celeste (Sub Pop Records). Nel settembre 2009 si esibiscono anche all'All Tomorrow's Parties.
Successivamente il frontman del gruppo Cox annuncia una pausa relativamente al progetto Deerhunter. Tuttavia, egli incide un disco sotto lo pseudonimo di Atlas Sound intitolato Logos (ottobre 2009) mentre Plundt pubblica The Floodlight Collective a nome Lotus Plaza (2009).
Nel 2010, dopo diversi concerti, il gruppo ritorna insieme per pubblicare un nuovo lavoro, messo in commercio dalla 4AD ed intitolato Halcyon Digest. Il disco è prodotto da Ben Allen e risulta meno spigoloso e più sperimentale dei precedenti. Viene pubblicato il singolo Revival.
Nel marzo 2013 il gruppo annuncia il sesto album studio, pubblicato nel mese di maggio. Si tratta di Monomania, registrato a New York con il produttore Nicolas Vernhes. In questo lavoro Fauver è sostituito da Josh McKay, mentre si segnala l'ingresso del chitarrista Frankie Broyles. 
Nel giugno 2013 il gruppo è curatore e headliner dell'All Tomorrow's Parties.

## Discografia
Album in studio
- 2005 - Turn It Up Faggot
- 2007 - Cryptograms
- 2008 - Microcastle
- 2008 - Weird Era Cont.
- 2010 - Halcyon Digest
- 2013 - Monomania
- 2015 - Fading Frontier
- 2019 - Why Hasn't Everything Already Disappeared?

EP
- 2008 - Fluorescent Grey
- 2009 - Rainwater Cassette Exchange

Split
- 2005 - Deerhunter/Alphabets Split (con gli Alphabets)
- 2006 - Deerhunter/Hubcap City Split (con gli Hubcap City)
- 2008 - Fluorescent Grey/Oh, It's Such A Shame (con Jay Reatard)